# Beaumont (Califórnia)
Beaumont é uma cidade localizada no estado americano da Califórnia, no condado de Riverside. Foi incorporada em 18 de novembro de 1912.

## Geografia
De acordo com o United States Census Bureau, a cidade tem uma área de 80,11 km², dos quais 80,06 km² estão cobertos por terra e 0,03 km² por água.

### Localidades na vizinhança
O diagrama seguinte representa as localidades num raio de 24 km ao redor de Beaumont.

## Demografia
Segundo o censo nacional de 2010, a sua população é de 36 877 habitantes e sua densidade populacional é de 460,6 hab/km². É a quinta cidade com o maior crescimento populacional dos Estados Unidos e a primeira do condado de Riverside, com um crescimento de 223,9% em relação ao censo de 2000. Possui 12 908 residências, que resulta em uma densidade de 161,24 residências/km².